# Vườn quốc gia Yorkshire Dales

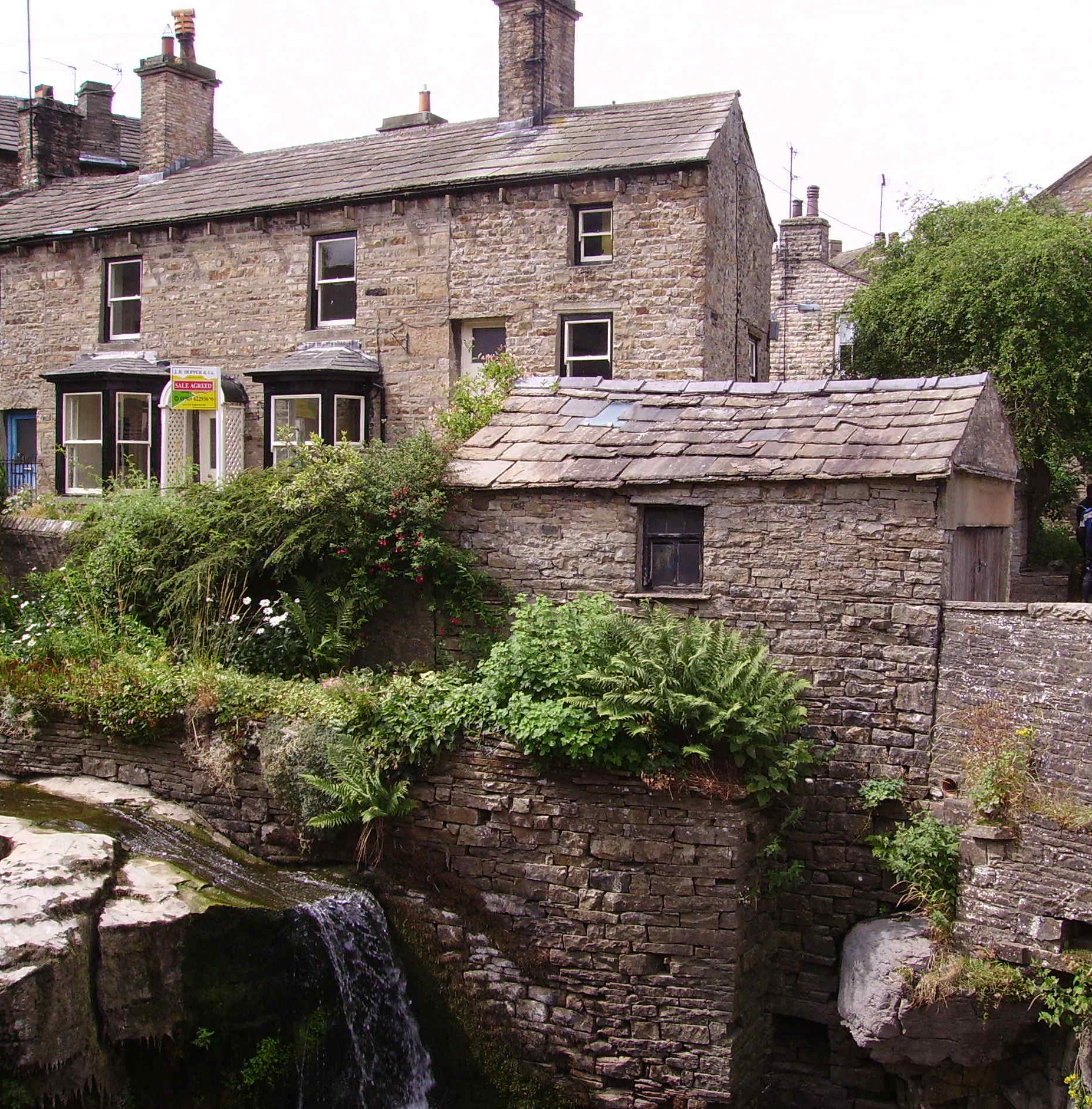
Nhà bằng đá ở Hawes, kiến trúc điển hình ở Yorkshire Dales

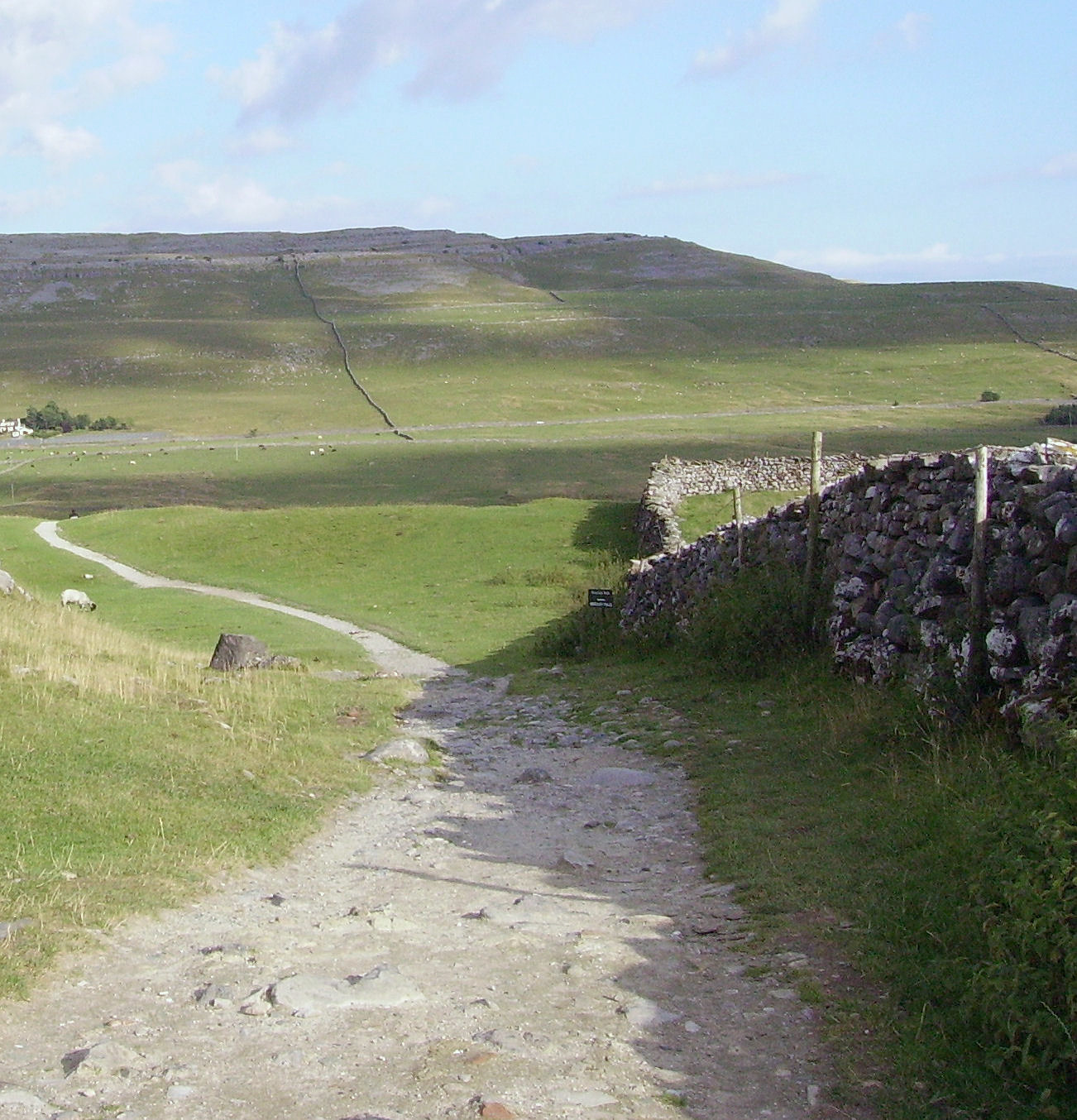
Đồi đá vôi và tường đá ở phía tây Yorkshire Dales. Phần này nổi tiếng với người đi bộ vì có ba đỉnh Yorkshire.

Vườn quốc gia Yorkshire Dales là vườn quốc gia rộng 2.178 km² chủ yếu nằm ở hạt Bắc Yorkshire, với các khu vực nhỏ ở phía tây bắc vườn quốc gia thuộc các hạt Cumbria và Lancashire, Anh. Khu vực này được chỉ định làm vườn quốc gia năm 1954, và đã được mở rộng vào năm 2016. Hơn 20.000 cư dân đang sinh sống và làm việc tại vườn quốc gia này, nó còn thu hút hơn tám triệu du khách mỗi năm.

## Vị trí
Vườn quốc gia này nằm ở 80 km về phía đông bắc của Manchester; Leeds và Bradford ở phía nam của nó, trong khi Kendal ở phía tây của nó, còn Darlington ở phía đông bắc và Harrogate ở phía đông nam. Vườn quốc gia không bao gồm toàn bộ khu vực Yorkshire Dales. Các phần phía nam và phía đông của Yorshire Dales thuộc khu vực có vẻ đẹp tự nhiên đặc biệt Nidderdale.

## Lịch sử
Năm 1954, một khu vực khi đó thuộc hạt Tây Yorkshire Riding đã được thiết kế là một vườn quốc gia mới.

### Sự mở rộng năm 2016
Một sự mở rộng về phía tây của vườn quốc gia đến Lancashire và Cumbria bao gồm phần lớn các khu vực giữa biên giới trước đây của vườn quốc gia và đường cao tốc M6. Việc này làm tăng diện tích gần 24% và làm cho vườn quốc gia tới gần các thị trấn Kirkby Lonsdale, Kirkby Stephen và Appleby-in-Westmorland.

## Du lịch
Khu vực này có một loạt các hoạt động dành cho du khách. Ví dụ, nhiều người đến đi bộ hoặc tập thể dục. Có một số tuyến đường đi bộ dài băng qua công viên, bao gồm Pennine Way, Dales Way, Coast to Coast Walk và Pennine Bridleway. Đạp xe cũng phổ biến và có một số đường xe đạp.
Bảo tàng nông thôn Dales được đặt trong nhà ga đường sắt được chuyển đổi Hawes ở Wensleydale ở phía bắc của khu vực. Vườn quốc gia này cũng có năm trung tâm khách du lịch. Chúng ở:
- Aysgarth Falls
- Grassington
- Hawes
- Malham
- Reeth

Các địa điểm và các điểm tham quan khác trong vườn quốc gia bao gồm:
- Bolton Castle
- Clapham
- Thác Cautley Spout
- Firbank Fell
- Gaping Gill
- Gayle Mill
- Hardraw Force
- Horton in Ribblesdale
- Howgill Fells (phần phía bắc)
- Kisdon Force (thác) ở Swaledale
- Leck Fell
- Malham Cove, Gordale Scar, Janet's Foss và Malham Tarn
- River Lune
- Sedbergh
- Settle
- Đường sắt Settle và Carlisle bao gồm cầu đường sắt Ribblehead
- Wild Boar Fell
- Ba đỉnh Yorkshire

## Bộ sưu tập ảnh

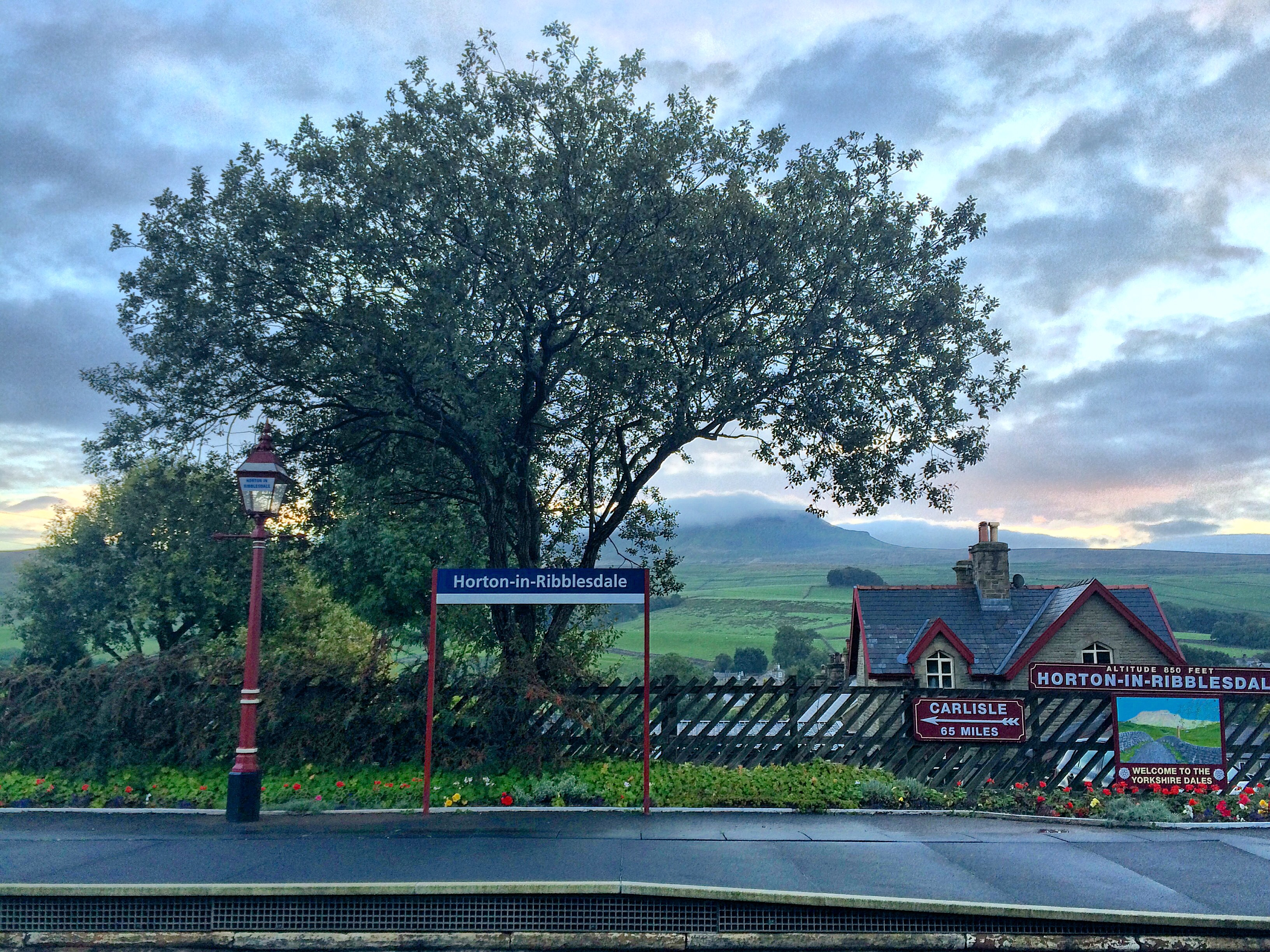
Ga tàu Horton in Ribblesdale
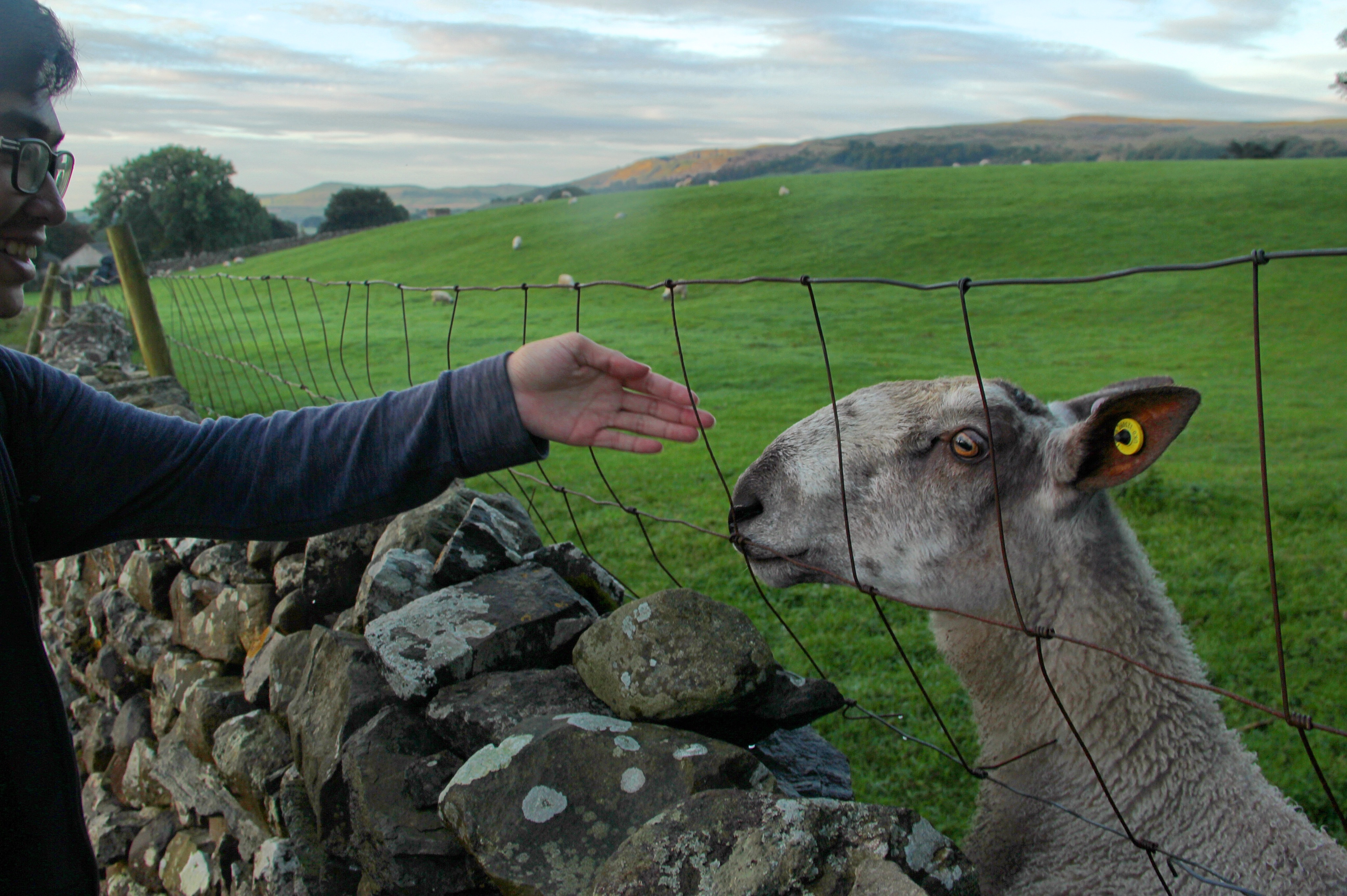
Cừu ở Horton in Ribblesdale
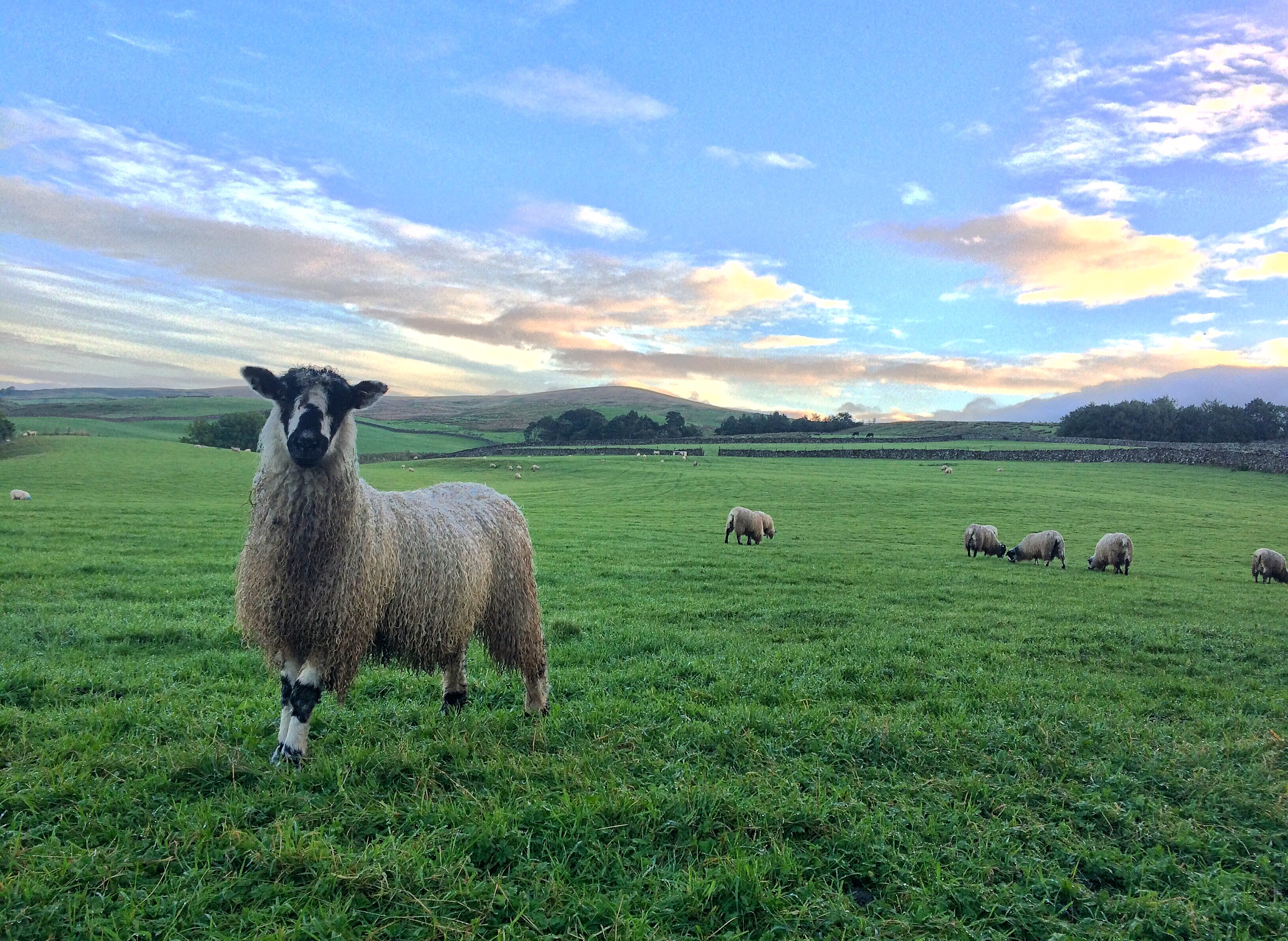
Đồng cỏ ở Horton in Ribblesdale
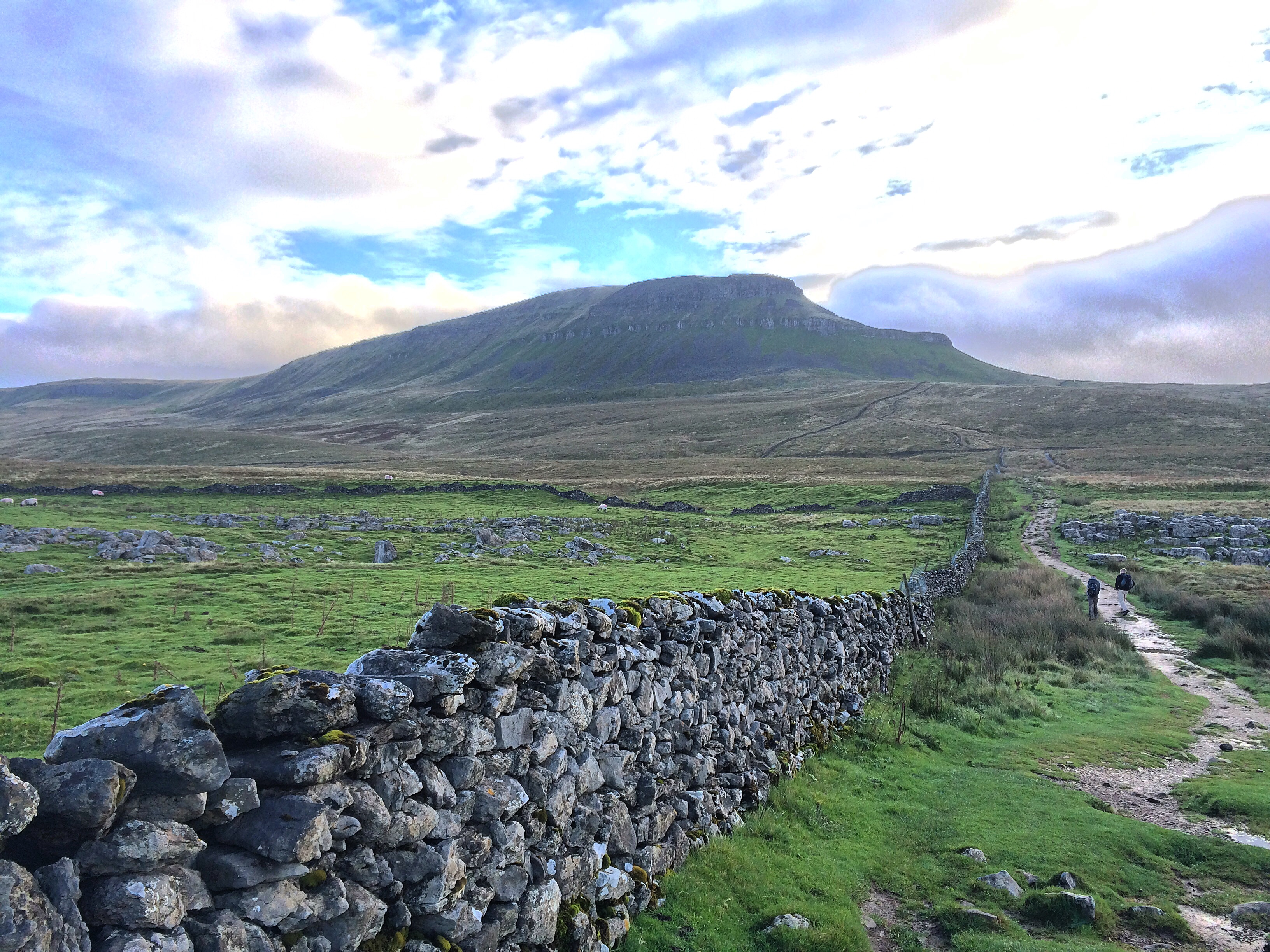
Đường đến Pen-y-ghent, một trong ba đỉnh núi cao nhất ở vườn quốc gia Yorkshire Dales
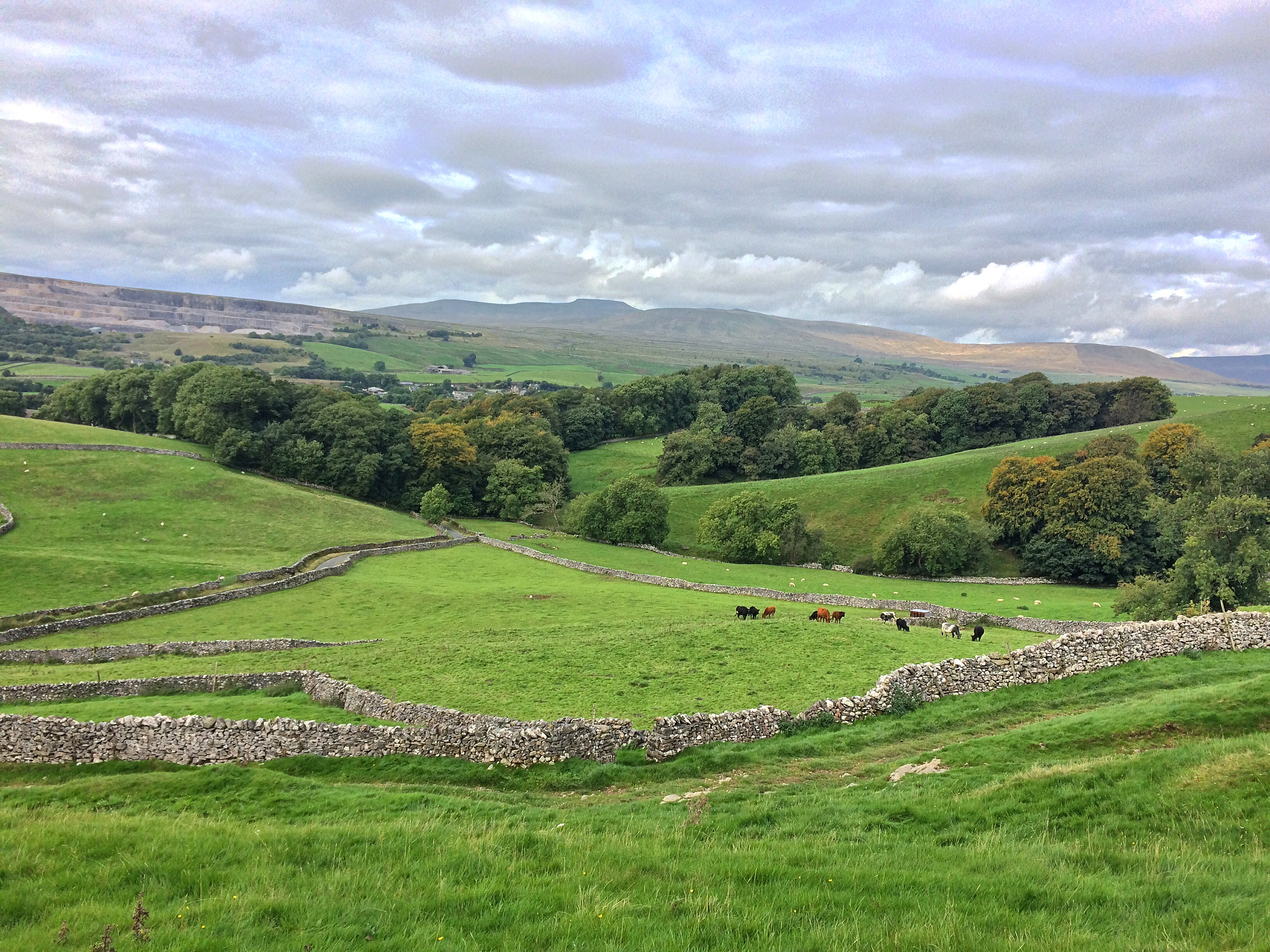
Bãi cỏ ở Horton in Ribblesdale
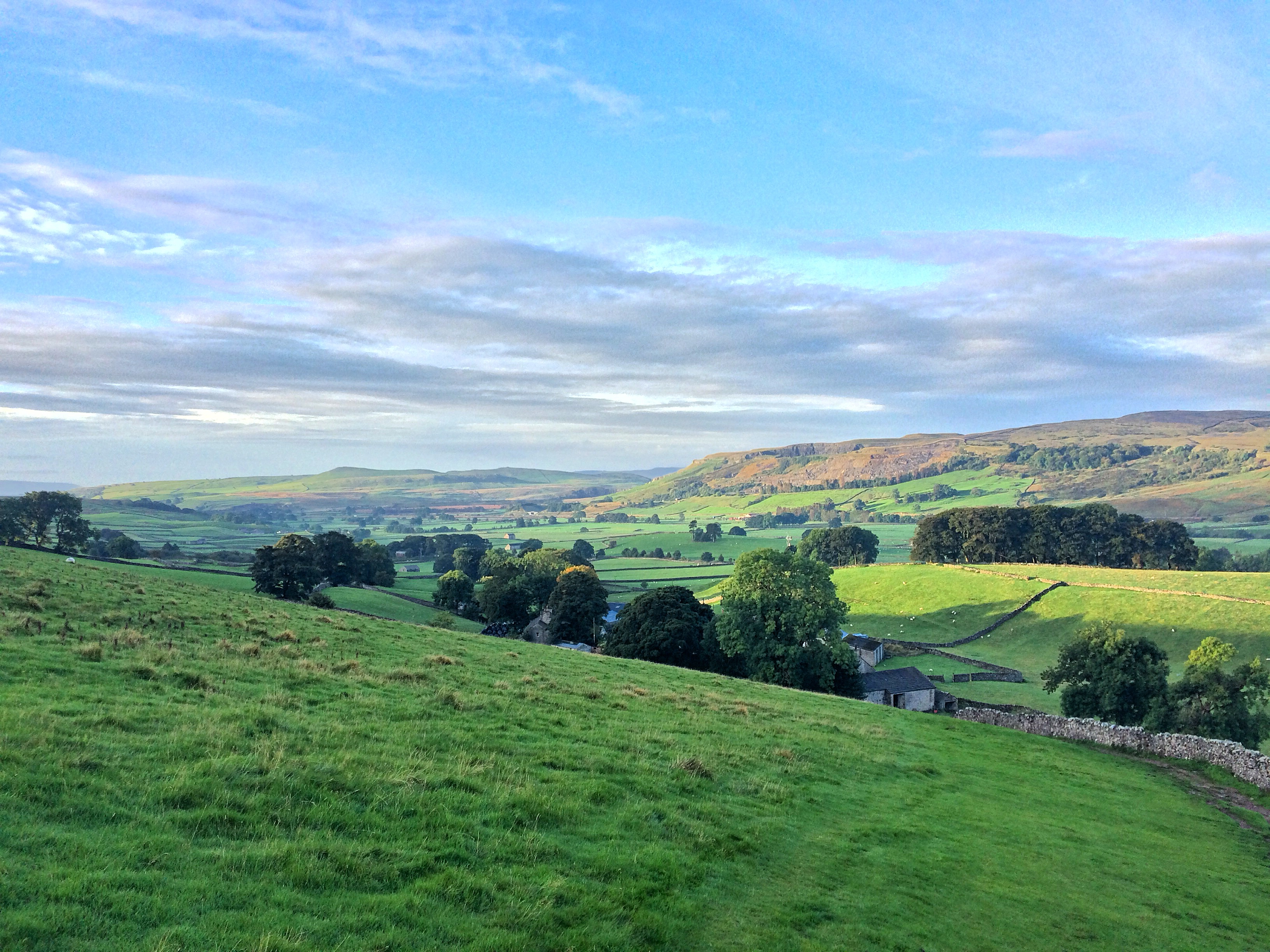
Horton in Ribblesdale nhìn từ Pen-y-ghent
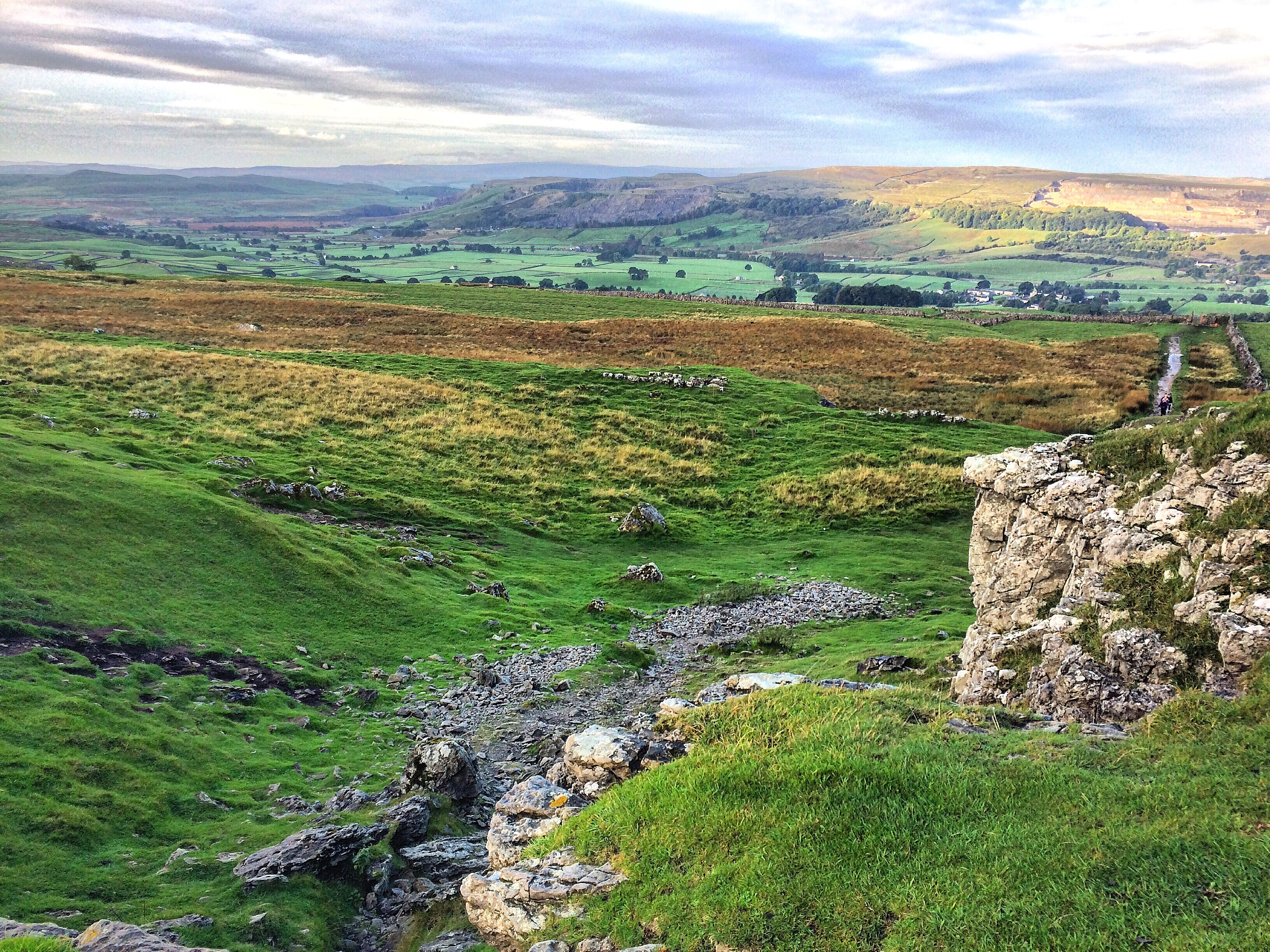
Cảnh nhìn từ Pen-y-ghent